# Josef Schnyder
Josef «Sepp» Schnyder (* 12. Januar 1923; † 2. März 2017) war ein Schweizer Skisportler.
Bei den Olympischen Winterspielen 1952 in Oslo belegte er im 18-km-Skilanglauf Platz 37 und wurde 20. beim 50-km-Rennen.
Als Mitglied des Skiclubs Stoos gewann er mehrfach die Schweizer Staffelmeisterschaften: 1952 in Le Brassus mit Karl Bricker, Franz und Alois Schelbert sowie 1953 in St. Moritz, 1954 in Grindelwald und 1955 in Ste. Croix mit Alois Schelbert, Hans Strasser und Karl Bricker.